# Leucopternis
Leucopternis är ett släkte i familjen hökar inom ordningen rovfåglar. Tidigare inkluderades arter nu placerade i släktena Morphnarchus, Pseudastur, Buteogallus och Cryptoleucopteryx, men DNA-studier visar att Leucopternis bör begränsas till följande tre arter, alla med utbredning i Latinamerika:
- Gråvit vråk (L. semiplumbeus)
- Svartmaskad vråk (L. melanops)
- Vitbrynad vråk (L. kuhli)